# Sovětský svaz na Letních olympijských hrách 1980
Sovětský svaz na Letních olympijských hrách 1980 v Moskvě reprezentovalo 489 sportovců, z toho 340 mužů a 149 žen. Nejmladší účastnicí byla skokanka do vody Sirvard Emirzjanová (14 let, 51 dní), nejstarším účastníkem pak chodec Jevgenij Ivčenko (43 let, 180 dní). Reprezentanti vybojovali 195 medailí, z toho 80 zlatých, 69 stříbrných a 46 bronzových. Nejúspěšnějším sportovcem nejen výpravy, ale i celých her se stal gymnasta Alexandr Diťatin s osmi medailemi.

## Medailisté
| Medaile | Jméno | Sport                | Disciplína                                 |
| ------- | --- | -------------------- | ------------------------------------------ |
| Zlato   | Ketevan Losaberidzeová | Lukostřelba          | Ženy                                       |
| Zlato   | Věra Komisovová | Atletika             | Ženy 100 m překážky                        |
| Zlato   | Ljudmila Kondraťjevová | Atletika             | Ženy běh na 100 m                          |
| Zlato   | Taťjana Kazankinová | Atletika             | Ženy běh na 1500 m                         |
| Zlato   | Viktor Markin | Atletika             | Muži běh na 400 m                          |
| Zlato   | Vladimir Muravjov Nikolaj Sidorov Alexandr Aksinin Andrej Prokofjev | Atletika             | Muži štafeta 4 × 100 m                     |
| Zlato   | Remigijus Valjulis Michail Linge Nikolaj Černěckij Viktor Markin | Atletika             | Muži štafeta 4 × 400 m                     |
| Zlato   | Taťjana Proročenková Taťjana Gojščiková Nina Zjuskovová Irina Nazarovová | Atletika             | Ženy štafeta 4 × 400 m                     |
| Zlato   | Naděžda Olizarenková | Atletika             | Ženy běh na 800 m                          |
| Zlato   | Viktor Raščupkin | Atletika             | Muži hod diskem                            |
| Zlato   | Jurij Sedych | Atletika             | Muži hod kladivem                          |
| Zlato   | Dainis Kula | Atletika             | Muži hod oštěpem                           |
| Zlato   | Taťána Kolpakovová | Atletika             | Ženy skok daleký                           |
| Zlato   | Nadija Tkačenková | Atletika             | Ženy pětiboj                               |
| Zlato   | Vladimir Kiseljov | Atletika             | Muži vrh koulí                             |
| Zlato   | Jaak Uudmäe | Atletika             | Muži trojskok                              |
| Zlato   | Angelė Rupšienė Ljubov Šarmajová Vida Beselienė Olga Korostelevová Taťjana Ovečkinová Naděžda Olchovová Uljana Semjonovová Ljudmila Rogožinová Nelli Ferjabnikovová Olga Sucharovová Taťjana Nadyrovová Taťjana Ivinská                                                                                             | Basketbal            | Turnaj žen                                 |
| Zlato   | Šamil Sabirov | Box                  | Muži do 48 kg                              |
| Zlato   | Sergej Postrechin | Kanoistika           | Muži C-1 500 m                             |
| Zlato   | Vladimir Parfenovič | Kanoistika           | Muži K-1 500 m                             |
| Zlato   | Vladimir Parfenovič Sergej Čuchraj | Kanoistika           | Muži K-2 500 m                             |
| Zlato   | Vladimir Parfenovič Sergej Čuchraj | Kanoistika           | Muži K-2 1000 m                            |
| Zlato   | Sergej Suchoručenkov | Cyklistika           | Muži silniční závod jednotlivců            |
| Zlato   | Jurij Kaširin Oleg Logvin Sergej Šelpakov Anatolij Jarkin | Cyklistika           | Družstvo mužů časovka                      |
| Zlato   | Viktor Manakov Valerij Movčan Vladimir Osokin Vitalij Petrakov | Cyklistika           | Stíhací závod 4 000 m (družstva)           |
| Zlato   | Alexandr Portnov | Skoky do vody        | Muži 3 m prkno                             |
| Zlato   | Irina Kalininová | Skoky do vody        | Ženy 3 m prkno                             |
| Zlato   | Jurij Kovšov Viktor Ugrjumov Věra Misevičová | Jezdectví            | Drezura – družstva                         |
| Zlato   | Alexandr Blinov Jurij Salnikov Valerij Volkov Sergej Rogožin | Jezdectví            | Jezdecká všestrannost – družstva           |
| Zlato   | Vjačeslav Čukanov Viktor Poganovskij Viktor Asmajev Nikolaj Korolkov | Jezdectví            | Parkurové skákání – družstva               |
| Zlato   | Vladimir Smirnov | Šerm                 | Muži fleret                                |
| Zlato   | Viktor Krovopuskov | Šerm                 | šavle jednotlivci                          |
| Zlato   | Michail Burcev Viktor Krovopuskov Viktor Siďak Vladimir Nazlymov | Šerm                 | Družstvo mužů šavle                        |
| Zlato   | Nelli Kimová | Sportovní gymnastika | Ženy prostná                               |
| Zlato   | Alexandr Diťatin | Sportovní gymnastika | Muži víceboj – jednotlivci                 |
| Zlato   | Jelena Davydovová | Sportovní gymnastika | Ženy víceboj – jednotlivci                 |
| Zlato   | Alexandr Tkačov | Sportovní gymnastika | Muži bradla                                |
| Zlato   | Alexandr Diťatin | Sportovní gymnastika | Muži kruhy                                 |
| Zlato   | Nikolaj Andrianov Eduard Azarjan Alexandr Diťatin Bogdan Makuc Vladimir Markelov Alexandr Tkačov | Sportovní gymnastika | Družstvo mužů                              |
| Zlato   | Jelena Davydovová Marija Filatovová Nelli Kimová Jelena Najmušinová Natalja Šapošnikovová Stella Zacharovová | Sportovní gymnastika | Družstvo žen                               |
| Zlato   | Nikolaj Andrianov | Sportovní gymnastika | Muži přeskok                               |
| Zlato   | Natalja Šapošnikovová | Sportovní gymnastika | Ženy přeskok                               |
| Zlato   | Natalja Timoškinová Larisa Karlovová Irina Palčikovová Zinaida Turčinová Taťjana Kočerginová Ljudmila Poradniková Larisa Savkinová Aldona Česaitytė-Nenėnienė Julija Safinová Olga Zubarevová Valentina Lutajevová Ljubov Odinokovová Sigita Strečenová Natalja Lukjaněnková                                        | Házená               | Turnaj žen                                 |
| Zlato   | Nikolaj Soloduchin | Judo                 | Muži do 65 kg                              |
| Zlato   | Šota Chabareli | Judo                 | Muži do 78 kg                              |
| Zlato   | Anatolij Starostin | Moderní pětiboj      | Muži jednotlivci                           |
| Zlato   | Anatolij Starostin Pavel Ledněv Jevegenij Lipejev | Moderní pětiboj      | Družstvo mužů                              |
| Zlato   | Jelena Chlopcevová Larisa Popovová | Veslování            | Ženy dvojskif                              |
| Zlato   | Valentin Mankin Aleksandrs Muzičenko | Jachting             | Třída star                                 |
| Zlato   | Alexandr Melenťjev | Sportovní střelba    | Muži 50 metrů libovolná pistole            |
| Zlato   | Viktor Vlasov | Sportovní střelba    | Muži 50 metrů libovolná malorážka 3×40 ran |
| Zlato   | Igor Sokolov | Sportovní střelba    | Muži 50 metrů průběžný cíl                 |
| Zlato   | Vladimir Salnikov | Plavání              | Muži 1500 m volný styl                     |
| Zlato   | Robertas Žulpa | Plavání              | Muži 200 m prsa                            |
| Zlato   | Lina Kačiušytėová | Plavání              | Ženy 200 m prsa                            |
| Zlato   | Sergej Fesenko | Plavání              | Muži 200 m motýlek                         |
| Zlato   | Sergej Kopljakov | Plavání              | Muži 200 m volný styl                      |
| Zlato   | Vladimir Salnikov | Plavání              | Muži 400 m volný styl                      |
| Zlato   | Alexandr Sidorenko | Plavání              | Muži 400 m polohový závod                  |
| Zlato   | Sergej Kopljakov Vladimir Salnikov Ivar Stukolkin Andrej Krylov | Plavání              | Muži štafeta 4 × 200 m volný styl          |
| Zlato   | Jurij Pančenko Vjačeslav Zajcev Alexandr Savin Vladimir Dorochov Alexandr Jermilov Pavel Selivanov Oleg Moliboga Vladimir Kondra Vladimir Černyšev Fjodor Laščenov Valerij Krivov Viljar Loor | Volejbal             | Turnaj mužů                                |
| Zlato   | Naděžda Radzevičová Natalja Razumovová Olga Solovovová Jelena Achaminovová Larisa Pavlovová Jelena Andrejuková Irina Makogonovová Ljubov Kozyrevová Světlana Nikišinová Ljudmila Černyševová Světlana Badulinová Lidija Loginovová                                                                                  | Volejbal             | Turnaj žen                                 |
| Zlato   | Jevgenij Šaronov Sergej Kotěnko Vladimir Akimov Jevgenij Grišin Majt Rijsman Alexandr Kabanov Alexej Barkalov Jerkin Šagajev Georgij Mšvenieradze Michail Ivanov Vjačeslav Sobčenko | Vodní pólo           | Turnaj mužů                                |
| Zlato   | Kanybek Osmonolijev | Vzpírání             | Muži do 52 kg                              |
| Zlato   | Viktor Mazin | Vzpírání             | Muži do 60 kg                              |
| Zlato   | Jurik Vardanjan | Vzpírání             | Muži do 82,5 kg                            |
| Zlato   | Leonid Taraněnko | Vzpírání             | Muži do 110 kg                             |
| Zlato   | Sultan Rachmanov | Vzpírání             | Muži nad 110 kg                            |
| Zlato   | Anatolij Běloglazov | Zápas                | muži, volný styl do 52 kg                  |
| Zlato   | Sergej Běloglazov | zápas                | muži, volný styl do 57 kg                  |
| Zlato   | Magomet-Gasan Abušev | zápas                | muži, volný styl do 62 kg                  |
| Zlato   | Sajpulla Absaidov | zápas                | muži, volný styl do 68 kg                  |
| Zlato   | Sanasar Oganisjan | zápas                | muži, volný styl do 90 kg                  |
| Zlato   | Ilja Mate | zápas                | muži, volný styl do 100 kg                 |
| Zlato   | Soslan Andijev | zápas                | muži, volný styl nad 100 kg                |
| Zlato   | Žaksilik Uškempirov | zápas                | muži, řecko-římský do 48 kg                |
| Zlato   | Vachtang Blagidze | zápas                | muži, řecko-římský do 52 kg                |
| Zlato   | Šamil Serikov | zápas                | muži, řecko-římský do 57 kg                |
| Zlato   | Gennadij Korban | zápas                | muži, řecko-římský do 82 kg                |
| Zlato   | Oleksandr Kolčynskyj | zápas                | muži, řecko-římský nad 100 kg              |
| Stříbro | Boris Isačenko | Lukostřelba          | Muži                                       |
| Stříbro | Natalja Butuzovová | Lukostřelba          | Ženy                                       |
| Stříbro | Natalja Bočinová | Atletika             | Ženy běh na 200 m                          |
| Stříbro | Piotr Počinčuk | Atletika             | Muži chůze 20 km                           |
| Stříbro | Vasilij Archipenko | Atletika             | Muži 400 m překážek                        |
| Stříbro | Vera Komisovová Ljudmila Maslakovová Vera Anisimovová Natalja Bočinová | Atletika             | Ženy štafeta 4 × 100 m                     |
| Stříbro | Olga Minějevová | Atletika             | Ženy běh na 800 m                          |
| Stříbro | Jurij Kucenko | Atletika             | Muži desetiboj                             |
| Stříbro | Sergej Litvinov | Atletika             | Muži hod kadivem                           |
| Stříbro | Alexandr Makarov | Atletika             | Muži hod oštěpem                           |
| Stříbro | Saida Gunbaová | Atletika             | Ženy hod oštěpem                           |
| Stříbro | Olga Rukavišnikovová | Atletika             | Ženy pětiboj                               |
| Stříbro | Konstantin Volkov | Atletika             | Muži skok o tyči                           |
| Stříbro | Alexandr Baryšnikov | Atletika             | Muži vrh koulí                             |
| Stříbro | Svetlana Kračevská | Atletika             | Ženy vrh koulí                             |
| Stříbro | Viktor Sanějev | Atletika             | Muži trojskok                              |
| Stříbro | Viktor Mirošničenko | Box                  | Muži do 51 kg                              |
| Stříbro | Viktor Děmjaněnko | Box                  | Muži do 60 kg                              |
| Stříbro | Serik Konakbajev | Box                  | Muži do 63,5 kg                            |
| Stříbro | Alexandr Koškin | Box                  | Muži do 71 kg                              |
| Stříbro | Viktor Savčenko | Box                  | Muži do 75 kg                              |
| Stříbro | Pjotr Zajev | Box                  | Muži do 81 kg                              |
| Stříbro | Sergej Postrechin | Kanoistika           | Muži C-1 1000 m                            |
| Stříbro | Galina Alexejevová Nina Trofimovová | Kanoistika           | Ženy K-2 500 m                             |
| Stříbro | Alexandr Panfilov | Cyklistika           | Muži 1000 m s pevným startem               |
| Stříbro | Vladimir Alejnik | Skoky do vody        | Muži věž 10 m                              |
| Stříbro | Sirvard Emirzjanová | Skoky do vody        | Ženy věž 10 m                              |
| Stříbro | Jurij Kovšov | Jezdectví            | Drezura – jednotlivci                      |
| Stříbro | Alexandr Blinov | Jezdectví            | Jezdecká všestrannost – jednotlivci        |
| Stříbro | Nikolaj Korolkov | Jezdectví            | Parkurové skákání – jednotlivci            |
| Stříbro | Alexandr Romaňkov Vladimir Smirnov Sabiržan Ruzijev Ašot Karagjan Vladimir Lapickij | Šerm                 | Družstvo mužů fleret                       |
| Stříbro | Valentina Sidorovová Nailja Giljazovová Jelena Bělovová Irina Ušakovová Larisa Cagarajevová | Šerm                 | Družstvo žen fleret                        |
| Stříbro | Michail Burcev | Šerm                 | Muži šavle                                 |
| Stříbro | Jelena Davydovová | Sportovní gymnastika | Ženy kladina                               |
| Stříbro | Nikolaj Andrianov | Sportovní gymnastika | Muži prostná                               |
| Stříbro | Alexandr Diťatin | Sportovní gymnastika | Muži hrazda                                |
| Stříbro | Nikolaj Andrianov | Sportovní gymnastika | Muži víceboj – jednotlivci                 |
| Stříbro | Alexandr Diťatin | Sportovní gymnastika | Muži bradla                                |
| Stříbro | Alexandr Diťatin | Sportovní gymnastika | Muži kůň našíř                             |
| Stříbro | Alexandr Tkačov | Sportovní gymnastika | Muži kruhy                                 |
| Stříbro | Alexandr Diťatin | Sportovní gymnastika | Muži přeskok                               |
| Stříbro | Michail Iščenko Viktor Machorin Sergej Kušnirjuk Alexandr Karšakevič Vladimir Kravcov Vladimir Bělov Anatolij Feďukin Alexandr Anpilogov Jevgenij Černyšov Alexej Žuk Nikolaj Tomin Jurij Kiďajev Vladimir Repijev Voldemaras Novickis                                                                              | Házená               | Turnaj mužů                                |
| Stříbro | Tengiz Chubuluri | Judo                 | Muži do 95 kg                              |
| Stříbro | Jurij Pimenov Nikolaj Pimenov | Veslování            | Muži dvojka bez kormidelníka               |
| Stříbro | Olga Pivovarovová Nina Umaněcová Naděžda Priščepová Valentina Žulinová Taťjana Stecenková Jelena Těrešinová Nina Preobraženská Marija Pazjunová Nina Frolovová | Veslování            | Ženy osmiveslice                           |
| Stříbro | Alexej Kamkin Valerij Dolinin Alexandr Kulagin Vitalij Jelisejev | Veslování            | Muži čtyřka bez kormidelníka               |
| Stříbro | Artur Garonskis Dimant Krišjanis Džintars Krišjanis Žorž Tikmers Juris Berziňš | Veslování            | Muži čtyřka s kormidelníkem                |
| Stříbro | Viktor Pereverzev Gennadij Krjučkin Alexandr Lukjanov | Veslování            | Muži dvojka s kormidelníkem                |
| Stříbro | Antonina Pustovitová Jelena Matijevská Olga Vasilčenková Naděžda Ljubimovová Nina Čeremisinová | Veslování            | Ženy párová čtyřka                         |
| Stříbro | Jurij Šapočka Jevgenij Barbakov Valerij Klešněv Nikolaj Dovgan | Veslování            | Muži párová čtyřka                         |
| Stříbro | Vasilij Jakuša | Veslování            | Muži skif                                  |
| Stříbro | Antonina Machinová | Veslování            | Ženy skif                                  |
| Stříbro | Boris Budnikov Alexandr Budnikov Nikolaj Poljakov | Jachting             | Třída soling                               |
| Stříbro | Rustam Jambulatov | Sportovní střelba    | Muži trap                                  |
| Stříbro | Viktor Kuzněcov | Plavání              | Muži 100 m backstroke                      |
| Stříbro | Arsen Miskarov | Plavání              | Muži 100 m prsa                            |
| Stříbro | Elvira Vasilkovová | Plavání              | Ženy 100 m prsa                            |
| Stříbro | Alexandr Čajev | Plavání              | Muži 1500 m volný způsob                   |
| Stříbro | Světlana Varganovová | Plavání              | Ženy 200 m prsa                            |
| Stříbro | Andrej Krylov | Plavání              | Muži 200 m volný způsob                    |
| Stříbro | Andrej Krylov | Plavání              | Muži 400 m volný způsob                    |
| Stříbro | Sergej Fesenko | Plavání              | Muži 400 m polohový závod                  |
| Stříbro | Kuzněcov Miskarov Jevgenij Seredin Sergej Kopljakov | Plavání              | Muži štafeta 4 × 100 m polohový závod      |
| Stříbro | Jurik Sarkisjan | Vzpírání             | Muži do 56 kg                              |
| Stříbro | Alexandr Pěrvij | Vzpírání             | Muži do 75 kg                              |
| Stříbro | Igor Nikitin | Vzpírání             | Muži do 100 kg                             |
| Stříbro | Magomedchan Aracilov | zápas                | muži, volný styl do 82 kg                  |
| Stříbro | Anatolij Bykov | zápas                | muži, řecko-římský do 74 kg                |
| Stříbro | Igor Kanygin | zápas                | muži, řecko-římský do 90 kg                |
| Bronz   | Alexandr Pučkov | Atletika             | Muži 110 m překážek                        |
| Bronz   | Nikolaj Kirov | Atletika             | Muži běh na 800 m                          |
| Bronz   | Taťjana Providochinová | Atletika             | Ženy běh na 800 m                          |
| Bronz   | Naděžda Olizarenková | Atletika             | Ženy běh na 1500 m                         |
| Bronz   | Taťána Lesová | Atletika             | Ženy hod diskem                            |
| Bronz   | Jüri Tamm | Atletika             | Muži hod kladivem                          |
| Bronz   | Valerij Pidlužnyj | Atletika             | Muži skok do dálky                         |
| Bronz   | Taťjana Skačková | Atletika             | Ženy skok do dálky                         |
| Bronz   | Jevgenij Ivčenko | Atletika             | Muži chůze 50 km                           |
| Bronz   | Satymkul Džumanazarov | Atletika             | Muži maratonský běh                        |
| Bronz   | Sergej Želanov | Atletika             | Muži desetiboj                             |
| Bronz   | Olga Kuraginová | Atletika             | Ženy pětiboj                               |
| Bronz   | Stanislav Jerjomin Valerij Miloserdov Sergej Tarakanov Alexandr Salnikov Andrej Lopatov Nikolaj Děrjugin Sergej Bělov Vladimir Tkačenko Anatolij Myškin Sergėjus Jovaiša Alexandr Bělostěnnyj Vladimir Žigilij | Basketbal            | Turnaj mužů                                |
| Bronz   | Viktor Rybakov | Box                  | Muži do 57 kg                              |
| Bronz   | Vasilij Jurčenko Jurij Lobanov | Kanoistika           | Muži C-2 1000 m                            |
| Bronz   | Antonina Melnikovová | Kanoistika           | Ženy K-1 500 m                             |
| Bronz   | Jurij Barinov | Cyklistika           | Muži silniční závod jednotlivců            |
| Bronz   | Sergej Kopylov | Cyklistika           | Muži sprint                                |
| Bronz   | David Ambarcumjan | Skoky do vody        | Muži věž 10 m                              |
| Bronz   | Liana Cotadzeová | Skoky do vody        | Ženy věž 10 m                              |
| Bronz   | Viktor Ugrjumov | Jezdectví            | Drezura – jednotlivci                      |
| Bronz   | Jurij Salnikov | Jezdectví            | Jezdecká všestrannost – jednotlivci        |
| Bronz   | Ašot Karagjan Boris Lukomskij Alexandr Abušachmetov Alexandr Možajev | Šerm                 | Družstvo mužů kord                         |
| Bronz   | Alexandr Romaňkov | Šerm                 | Muži fleret                                |
| Bronz   | Rinat Dasajev Tengiz Sulakvelidze Alexandr Čivadze Vagiz Chidijatullin Oleg Romancev Sergej Šavlo Sergej Andrejev Vladimir Bessonov Jurij Gavrilov Fjodor Čerenkov Valerij Gazzajev Vladimir Pilguj Sergej Baltača Sergej Nikulin Choren Oganěsjan Alexandr Prokopenko Revaz Čelebadze                              | Fotbal               | Turnaj mužů                                |
| Bronz   | Natalja Šapošnikovová | Sportovní gymnastika | Ženy kladina                               |
| Bronz   | Alexandr Diťatin | Sportovní gymnastika | Muži prostná                               |
| Bronz   | Natalja Šapošnikovová | Sportovní gymnastika | Ženy prostná                               |
| Bronz   | Nikolaj Andrianov | Sportovní gymnastika | Muži hrazda                                |
| Bronz   | Marija Filatovová | Sportovní gymnastika | Ženy bradla                                |
| Bronz   | Vladimir Plešakov Vjacheslav Lampejev Leonid Pavlovskij Sos Ajrapeťan Farit Ziganžirov Valerij Běljakov Sergej Klevcov Oleg Zagorodněv Alexandr Gusev Sergej Plešakov Michail Ničepurenko Minneula Azizov Alexandr Syčev Alexandr Mjasnikov Viktor Deputatov Alexandr Gončarov                                      | Pozemní hokej        | Turnaj mužů                                |
| Bronz   | Galina Inžuvatovová Nelli Gorbatkovová Valentina Zazdravnychová Naděžda Ovečkinová Natella Krasnikovová Natalja Bykovová Lidija Glubokovová Galina Vjužaninová Natalja Buzunovová Lejla Achmerovová Naděžda Filippovová Jelena Gurjevová Taťjana Jembachtovová Taťjana Švyganovová Alina Chamová Ljudmila Frolovová | Pozemní hokej        | Turnaj žen                                 |
| Bronz   | Arambij Jemiž | Judo                 | Muži do 60 kg                              |
| Bronz   | Alexandr Jackevič | Judo                 | Muži do 86 kg                              |
| Bronz   | Pavel Ledněv | Moderní pětiboj      | Muži jednotlivci                           |
| Bronz   | Viktor Kokošin Andrej Tiščenko Alexandr Tkačenko Jonas Pinckus Jonas Normantas Andrej Lugin Alexandr Mancevič Igor Majstrenko Grigorij Dmitrenko | Veslování            | Muži osmiveslice                           |
| Bronz   | Marija Fadějevová Galina Sovetnikovová Marina Studněvová Světlana Semjonovová Nina Čeremisinová | Veslování            | Muži čtyřka s kormidelníkem                |
| Bronz   | Andrej Balašov | Jachting             | Třída Finn                                 |
| Bronz   | Alexandr Gazov | Sportovní střelba    | Muži 50 metrů průběžný cíl                 |
| Bronz   | Vladimir Dolgov | Plavání              | Muži 100 m prsa                            |
| Bronz   | Arsen Miskarov | Plavání              | Muži 200 m prsa                            |
| Bronz   | Julija Bogdanovová | Plavání              | Ženy 200 m prsa                            |
| Bronz   | Ivar Stukolkin | Plavání              | Muži 400 m volný způsob                    |
| Bronz   | Jelena Kruglovová Elvira Vasilkovová Alla Griščenková Natalja Strunnikovová | Plavání              | Ženy štafeta 4 × 100 m polohový závod      |
| Bronz   | Sergej Kornilajev | zápas                | muži, volný styl do 48 kg                  |
| Bronz   | Boris Kramarenko | zápas                | muži, řecko-římský do 62 kg                |